# Enrique González Rojo
Enrique González Rojo (25 de agosto de 1899-9 de mayo de 1939) fue un escritor y poeta mexicano que formó parte del grupo llamado «Los Contemporáneos»; fue cofundador de la revista Contemporáneos, cuyo primer número se publicó el 15 de junio de 1928, y es considerado parte del «ala intelectualista» de la agrupación. Es también el autor menos leído y menos conocido del grupo.

## Biografía

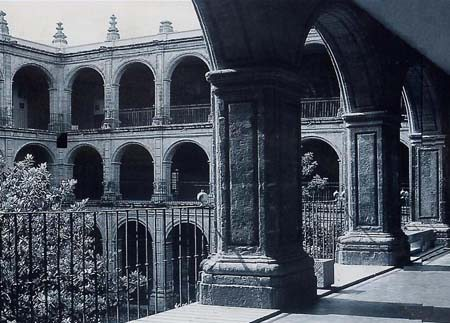
González Rojo entró de lleno en actividades literarias mientras estudiaba en la Escuela Nacional de Jurisprudencia

González Rojo nació en Sinaloa de Leyva, Sinaloa, México, el 25 de agosto de 1899. Sus padres fueron Luisa Rojo y Enrique González Martínez,  poeta, editorialista y diplomático mexicano, miembro de la Generación del Ateneo de la Juventud. Cuando estudiaba en la Escuela Nacional Preparatoria de la Ciudad de México conoció a Jaime Torres Bodet, Bernardo Ortiz de Montellano, Carlos Pellicer y José Gorostiza, con los que más tarde formaría el grupo de «Los Contemporáneos», junto a Xavier Villaurrutia, Jorge Cuesta, Salvador Novo  y Gilberto Owen.
Mientras estaba en la Facultad de Jurisprudencia de la Universidad Nacional, donde se tituló de abogado, González Rojo y sus compañeros entraron en contacto con el Ateneo de la Juventud y fueron influenciados por Antonio Caso, Enrique González Martínez y Ramón López Velarde. A partir de entonces los jóvenes comienzan a publicar trabajos en revistas como Pegaso y San-Ev-Ank, González Rojo y Gorostiza fueron también directores de la Revista Nueva, que publicó dos números en 1919.
En 1928, González Rojo y algunos de sus compañeros empezaron a planificar la creación de una revista mexicana de cultura de «dimensiones internacionales». Los planes dieron origen a la revista Contemporáneos, fundada por el propio González Rojo, Ortiz de Montellano, Torres Bodet y Bernardo J. Gastélum, cuyo primer número se publicó el 15 de junio de 1928. Contemporáneos, considerada «una de las más notables revistas literarias de México», publicó en total 43 números y suspendió sus labores en 1931, principalmente por problemas económicos. González Rojo trabajó además como director de la sección literaria de El Heraldo de México, en el Servicio Exterior, como profesor en la escuela de verano de la Universidad Nacional y fue director del Departamento de Bellas Artes del Gobierno de México. También colaboró con otros medios impresos como Antena, La Falange, México Moderno y Ulises.
Aunque es el autor menos leído y menos conocido del grupo, de su producción literaria, aunque escasa, se considera especialmente valiosa la obra poética que creó en sus últimos años, que es poco conocida y se publicó de forma póstuma. El crítico literario Salvador Elizondo, que lo considera parte del «ala intelectualista» del grupo, dice en la introducción a la antología Museo Poético (1974) que González Rojo «manejó con maestría todas las grandes innovaciones [...] sin perder ninguna habilidad para emplear las formas tradicionales». Jaime Labastida y Guillermo Rousset Banda compilaron y editaron toda su obra, que fue publicada en 2002 con el título de Obra completa: versos y prosa, 1918-1939.
Falleció de leucemia a la edad de 39 años, el 9 de mayo de 1939 en la Ciudad de México.

## Obra
Entre sus obras se encuentran:

### Poesía
- En el puerto y otros poemas (1923)
- Los cuatro mares, La pajarita de papel (1924)
- Espacio (1926)
- Viviendo en el mar (1927)
- Romance de José Conde (1939)
- Elegías romanas y otros poemas (1941)

### Ensayos y poemas
- Obra completa: versos y prosa (1918-1939)  (2002)

## Familia
Su padre, Enrique González Martínez, fue diplomático, médico y poeta. Su hijo, Enrique González Rojo Arthur, fue poeta y activista.